# George Wright (Fußballspieler, 1930)
George Wright (* 19. März 1930 in Ramsgate; † im  September 2000) war ein englischer Fußballspieler.

## Karriere

### Vereine
Wright gehörte West Ham United an, bis 1958 kam er als rechter Verteidiger in der Football League Second Division, der seinerzeit zweithöchsten Spielklasse im englischen Fußball zum Einsatz. Er gehörte der Startelf an, die am Donnerstag, den 16. April 1953 um 19:45 Uhr vor 25.000 Zuschauern mit 2:1 gegen den Erstligisten Tottenham Hotspur im heimischen Upton Park (offiziell Boleyn Ground) gewann – das erste Mal unter Flutlicht! Nach einem erfolgreichen Start ins Leben unter den Lichtern hielten die Hammers vier Tage später schnell ihr zweites Freundschaftsspiel ab, das 3:3 gegen den schottischen Erstligisten FC St. Mirren endete.
Von 1958 bis 1962 war er für Zweitligisten Leyton Orient aktiv. Seine Spielerkarriere ließ er beim FC Gillingham in der Football League Fourth Division, der vierthöchsten Spielklasse, in der Saison 1962/63 ausklingen.

### Auswahlmannschaft
Als Spieler von West Ham United gehörte er der Auswahl Londoner Fußballspieler an, die ihre Stadt bei der ersten Austragung des Wettbewerbs um den Messestädte-Pokal in der Zeit von 1955 bis 1958 repräsentierte. Einzig im Finale das seine Stadtauswahl erreichte, ist er am 1. Mai 1958 im Camp Nou gegen den FC Barcelona im Rückspiel bei der 0:6-Niederlage zum Einsatz gekommen – als Stürmer.